# Formula Tasman 1969
La stagione 1969 della Formula Tasman fu la sesta della serie, e l'ultima disputata senza le vetture di Formula 5000. Si disputò tra il 4 gennaio e il 16 febbraio, su sette prove. Venne vinta dal pilota neozelandese Chris Amon su Ferrari.

## La pre-stagione

### Calendario
Le gare valide per il campionato sono 7. Il Circuito di Surfers Paradise e quello di Longford escono dal calendario, e vi rientra il Circuito di Lakeside.
| Gara | Nome                           | Circuito                   | Giri | Lunghezza           | Data        |
| ---- | ------------------------------ | -------------------------- | ---- | ------------------- | ----------- |
| 1    | Gran Premio di Nuova Zelanda   | Circuito di Pukekohe       | 58   | 58x2,816=163,328 km | 4 gennaio   |
| 2    | Levin International            | Circuito di Levin          | 63   | 63x1,920=120,96 km  | 11 gennaio  |
| 3    | Lady Wigram Trophy             | Circuito di Wigram         | 44   | 44x3,680=161,900 km | 18 gennaio  |
| 4    | Teretonga International        | Circuito di Teretonga Park | 62   | 62x2,575=159,65 km  | 25 gennaio  |
| 5    | Gran Premio d'Australia        | Circuito di Lakeside       | 67   | 67x2,400=160,800 km | 2 febbraio  |
| 6    | Warwick Farm International 100 | Circuito di Warwick Farm   | 45   | 45x3,617=167,56 km  | 9 febbraio  |
| 7    | Sandown International 100      | Circuito di Sandown        | 55   | 55x3,106=170,8 km   | 16 febbraio |

- Con sfondo scuro le gare corse in Australia, con sfondo chiaro quelle corse in Nuova Zelanda.

## Risultati e classifiche

### Gare
| Gara | Circuito     | Tempo     | Velocità    | Pole Position | GPV                         | Vincitore     | Vettura               |
| ---- | ------------ | --------- | ----------- | ------------- | --------------------------- | ------------- | --------------------- |
| 1    | Pukekohe     | 57'55"4   | 169,19 km/h | Chris Amon    | Jochen Rindt                | Chris Amon    | Ferrari               |
| 2    | Levin        | 50'08"8   | 144,75 km/h | Jochen Rindt  | Jochen Rindt/ Piers Courage | Chris Amon    | Ferrari               |
| 3    | Wigram       | 58'53"6   | 164,96 km/h | Jochen Rindt  | Chris Amon/ Jochen Rindt    | Jochen Rindt  | Lotus-Ford Cosworth   |
| 4    | Teretonga    | 1h01'44"4 | 155,15 km/h | Jochen Rindt  | Piers Courage/ Jochen Rindt | Piers Courage | Brabham-Ford Cosworth |
| 5    | Lakeside     | 1h00'12"8 | 160,25 km/h | Chris Amon    |                             | Chris Amon    | Ferrari               |
| 6    | Warwick Farm | 1h18'12"8 | 128,55 km/h | Jochen Rindt  |                             | Jochen Rindt  | Lotus-Ford Cosworth   |
| 7    | Sandown      | 1h00'10"6 | 170,31 km/h | Jochen Rindt  |                             | Chris Amon    | Ferrari               |

### Classifica piloti
Al vincitore vanno 9 punti, 6 al secondo, 4 al terzo, 3 al quarto, 2 al quinto e 1 al sesto. Non vi sono scarti.
| Punti | 9 | 6 | 4 | 3 | 2 | 1 |

| Pos | Pilota            | NZL | LEV | LWT | TER | AUS | WAR | SAN | Punti |
| --- | ----------------- | --- | --- | --- | --- | --- | --- | --- | ----- |
| 1   | Chris Amon        | 1   | 1   | 3   | 3   | 1   | Rit | 1   | 44    |
| 2   | Jochen Rindt      | 2   | Rit | 1   | Rit | Rit | 1   | 2   | 30    |
| 3   | Piers Courage     | 3   | 2   | 4   | 1   | Rit | Rit | Rit | 22    |
| 4   | Derek Bell        | 4   | Rit | 5   | 5   | 2   | 2   | 5   | 21    |
| 5   | Graham Hill       | Rit | Rit | 2   | 2   | 4   | 11  | 6   | 16    |
| 6   | Frank Gardner     | Rit | 3   | Rit | 4   | Rit | 3   | 4   | 14    |
| 7   | Leo Geoghegan     | 5   | 4   | Rit |     | 3   | 5   | NP  | 11    |
| 8   | Jack Brabham      |     |     |     |     |     |     | 3   | 4     |
| 9   | Kevin Bartlett    |     |     |     |     | Rit | 4   | Rit | 3     |
| =   | Graeme Lawrence   | 6   | 5   | 12  | Rit |     | 8   | Rit | 3     |
| =   | Neil Allen        |     |     |     |     | 5   | 6   | 11  | 3     |
| 12  | Roly Levis        | 7   | 9   | 6   | 6   |     | 7   | 7   | 2     |
| 13  | Graham McRae      | Rit | 6   | 7   | Rit |     |     |     | 1     |
| =   | Max Stewart       |     |     |     |     | 6   |     |     | 1     |
| —   | Malcolm Guthrie   |     | 8   | 10  | 10  | 7   | 10  | 10  | 0     |
| —   | Bert Hawthorne    | 12  | 7   | 8   | 11  |     |     |     | 0     |
| —   | Laurence Brownlie | 11  | NP  | Rit | 7   |     |     |     | 0     |
| —   | Glyn Scott        |     |     |     |     | 8   | 9   | 9   | 0     |
| —   | Red Dawson        | 8   | Rit | 9   | 13  |     |     |     | 0     |
| —   | David Oxton       | 9   | Rit | ??  | 8   |     |     |     | 0     |
| —   | Garrie Cooper     |     |     |     |     |     |     | 8   | 0     |
| —   | Ken Smith         | ??  |     | Rit | 9   |     |     |     | 0     |
| —   | Frank Radisich    | 10  | NP  | Rit | 15  |     |     |     | 0     |
| —   | John Nicholson    | Rit |     | 11  | 12  |     |     |     | 0     |
| —   | Wayne Murdoch     |     |     | ??  | 14  |     |     |     | 0     |
| —   | Dennis Marwood    | Rit | Rit | Rit |     |     |     |     | 0     |
| —   | Alfredo Costanzo  |     |     |     |     | Rit | Rit | Rit | 0     |
| —   | Col Green         |     |     |     |     | Rit | ??  | Rit | 0     |
| —   | Henk Woelders     |     |     |     |     | Rit |     | Rit | 0     |
| —   | Vince Anderson    | ??  |     | Rit |     |     |     |     | 0     |
| —   | Peter Moloney     |     |     | Rit |     |     |     |     | 0     |
| —   | Barry Keen        |     |     |     | Rit |     |     |     | 0     |
| —   | Clive Mills       |     |     |     |     |     | Rit |     | 0     |
| —   | John Harvey       |     |     |     |     |     |     | Rit | 0     |
| —   | Maurie Quincey    |     |     |     |     |     |     | Rit | 0     |
| —   | Bryan Faloon      | NP  |     |     |     |     |     |     | 0     |
| —   | Peter Hughes      |     | NP  |     |     |     |     |     | 0     |
| Pos | Pilota            | NZL | LEV | LWT | TER | AUS | WAR | SAN | Punti |

| Colore  | Risultato             |
| ------- | --------------------- |
| Oro     | Vincitore             |
| Argento | 2º posto              |
| Bronzo  | 3º posto              |
| Verde   | Finito a punti        |
| Blu     | Finito senza punti    |
| Viola   | Ritirato (Rit)        |
| Viola   | Non classificato (NC) |
| Rosso   | Non qualificato (NQ)  |
| Nero    | Squalificato (SQ)     |
| Bianco  | Non partito (NP)      |
| Bianco  | Non ha gareggiato     |
| Bianco  | Infortunato (INF)     |
| Bianco  | Escluso (ES)          |
| Bianco  | Gara cancellata (C)   |